# Gustav Gröber
Gustav Gröber (Leipzig, 4 de maig de 1844 - Ruprechtsau (actualment un barri d'Estrasburg), 6 de novembre de 1911) fou un romanista alemany.

## Vida
Gröber feu estudis superiors a Leipzig, va defensar la tesi d'habilitació el 1871 a Zúric i començà allà la docència univeritària. El 1874 va passar a ser professor a la Universitat de Breslau i el 1880 es traslladà a la d'Estrasburg, on va acabar la seva carrera. Organitzà, amb la col·laboració dels més importants romanistes i altres especialistes de la seva època, el Grundriss der romanischen Philologie ("Bases de la filologia romànica") (1888–1906). En el seu moment fou l'obra de referència per a una generació de romanistes. Després ha estat substituïda per altres obres enciclopèdiques. El 1877 Gröber fundà la Zeitschrift für romanische Philologie, que continua essent una de les revistes científiques de romanística més prestigioses i en fou el primer director.
Des de 1900 fou membre corresponent de la Preußischen Akademie der Wissenschaften.

## ElGrundrissde Gröber
- Gustav Gröber (editor) Grundriss der romanischen Philologie, 4 vol., Estrasburg 1888-1902 (la primera part va tenir una segona edició. Les indicacions sobre aquesta segona edició es posen en cursiva)

### Primer volum
- Geschichte und Aufgabe der romanischen Philologie. Quellen der romanischen Philologie und deren Behandlung. Romanische Sprachwissenschaft. Register, Estrasburg 1888, 853 pàgines; 2a edició, 1904-1906, 1093 pàgines

- - Geschichte der romanischen Philologie (Gustav Gröber) 1-139; 1-185
  - Aufgabe und Gliederung der romanischen Philologie (Gustav Gröber) 140-156; 186-202
  - Die schriftlichen Quellen mit 4 Tafeln (Wilhelm Schum [1846-1892]) 157-196; (refeta per Harry Bresslau) 205-253
  - Die mündlichen Quellen (Gustav Gröber) 197-208; 254-266
  - Methodik und Aufgaben der sprachwissenschaftlichen Forschung (Gustav Gröber) 209-250; 267-317
  - Methodik der philologischen Forschung (Adolf Tobler) 251-282; 318-360
  - Methodik der literaturgeschichtlichen Forschung (Adolf Tobler) 361-368
  - Keltische Sprache (Ernst Windisch) 283-312; 371-404
  - Die Basken und die Iberer (Georg Gerland) 313-334; 405-430
  - Die italischen Sprachen (Wilhelm Deecke) 335-350; (amb Wilhelm Meyer-Lübke) 431-450
  - Die lateinische Sprache in den romanischen Ländern (Wilhelm Meyer-Lübke) 351-382; 451-497
  - Romanen und Germanen in ihren Wechselbeziehungen (Friedrich Kluge) 383-397; 498-514
  - Die arabische Sprache in den romanischen Ländern (Christian Friedrich Seybold [1859-1921]) 398-405; 515-523
  - Die nichtlateinischen Elemente im Rumänischen (Moses Gaster) 406-414; (Kristian Sandfeld Jensen) 524-534
  - Die romanischen Sprachen. Ihre Einteilung und äußere Geschichte (Gustav Gröber) 415-437; 535-563
  - Die rumänische Sprache (Hariton Tiktin) 438-460; 564-607
  - Die rätoromanischen Mundarten (Theodor Gartner) 461-488; 608-636
  - Die italienische Sprache (Francesco D'Ovidio und Wilhelm Meyer-Lübke) 489-560; 637-711
  - Die französische und provenzalische Sprache und ihre Mundarten (Hermann Suchier) 561-668; 712-840
  - Das Katalanische (Alfred Morel-Fatio) 669-688; (i Jean-Joseph Saroïhandy) 841-877
  - Die spanische Sprache (Gottfried Baist) 689-714; 878-915
  - Die portugiesische Sprache (Jules Cornu) 715-803; 916-1037
  - Die lateinischen Elemente im Albanesischen (Gustav Meyer) 804-822; (refet per Wilhelm Meyer-Lübke) 1038-1058
  - Namen-, Sach- und Wortregister 823—853; 1059-1093

### Segon volum
- 1a part, Estrasburg 1902, 1286 pàgines
  - II. Romanische Sprachkunst: Romanische Verslehre (Edmund Stengel) 1–96
  - III. Romanische Literaturgeschichte: 
    - A. Übersicht über die lateinische Literatur (Gustav Gröber) 97–432
    - B. Die Literaturgeschichte der romanischen Völker : 
      - 1. Französische Literatur (Gustav Gröber) 433–1247

  - Register 1251–1286

- 2a part, Estrasburg 1897, 496 pàgines
  -     - Die Literaturen der romanischen Völker : 
      - 2. Provenzalische Literatur (Albert Stimming) 1–69
      - 3. Katalanische Literatur (Alfred Morel-Fatio) 70–128
      - 4. Geschichte der portugiesischen Literatur (Carolina Michaëlis de Vasconcelos i Teófilo Braga) 129-382 (Braga és l'autor de les darreres 35 pàgines)
      - 5. Die spanische Literatur (Gottfried Baist) 383–466

  - Register 467–496

3a part, Estrasburg 1901, 603 pàgines
- -     - Die Literaturen der romanischen Völker : 
      - 6. Italienische Literatur (Tommaso Casini) 1–217
      - 7. Rätoromanische Literatur (Caspar Decurtins) 218–261
      - 8. Rumänische Literatur (Moses Gaster) 262–428

  - IV. Grenzwissenschaften : Zur Geschichte der romanischen Völker 
    - A. Zur romanischen Staatengeschichte (Harry Bresslau) 431–515
    - B. Zur romanischen Kulturgeschichte (Alwin Schultz) 516–532
    - C. Zur romanischen Kunstgeschichte (Alwin Schultz) 533–549
    - D. Zur Wissenschaftsgeschichte der romanischen Völker (Wilhelm Windelband) 550–578

  - Register 579–603